# Gambeya korupensis
Espèce
Gambeya korupensis Ewango & Kenfack est une espèce de plantes à fleurs du genre Gambeya, de la famille des Sapotaceae.
C’est une espèce native du Cameroun, de la région du Sud-Ouest. On le trouve essentiellement dans le Parc national de Korup, d'où son nom.
C'est un arbre d’environ 6 à 15 m de haut, avec un tronc de 18 cm de diamètre. On le retrouve dans les prairies avec d’abondantes pluies, à 0–500 m d’altitude. 
Suivant les critères de l’IUCN, elle est évaluée comme une espèce vulnérable,.